# Paparazzi (película de 2004)
Paparazzi es una película de suspenso estadounidense de 2004 dirigida por Paul Abascal, producida por Mel Gibson y protagonizada por Cole Hauser, Robin Tunney, Dennis Farina, Daniel Baldwin y Tom Sizemore. La película narra la vida de la popular estrella de cine de Hollywood Bo Laramie después de un accidente automovilístico causado por cuatro fotógrafos sensacionalistas. Bo pronto emprende una búsqueda para vengarse de los paparazzi por casi matarlo a él y a su familia.
Paparazzi fue estrenada el 3 de septiembre de 2004 en Estados Unidos.

## Trama
La estrella de cine en ascenso, Bo Laramie, finalmente logra un gran éxito con su última película Adrenaline Force. Después del estreno de la película, un grupo persistente de fotógrafos sin escrúpulos (Kevin Rosner, Leonard Clark, Wendell Stokes y su líder Rex Harper) y acosan a Bo y su esposa Abby, junto con su hijo Zach, de ocho años. Cuando Bo lleva a Zach a la práctica de fútbol, ve a Rex tomando fotos de Zach y se enfrenta a él, lo que lleva a Rex a provocar que Bo le dé un puñetazo, captado por la cámara por sus compañeros fotógrafos. Como resultado, Bo es demandado y obligado a asistir a terapia de control de la ira. Mientras tanto, Rex promete destruir a Bo y a sus seres queridos.
Cuando Bo, Abby y Zach regresan de un evento, Rex y su equipo se acercan a ellos en cuatro vehículos diferentes y los ciegan tomándoles fotografías. El auto de Bo es embestido por una camioneta y Rex y su equipo toman fotografías del accidente que causaron. Si bien Bo no resulta gravemente herido, a Abby le extirpan el bazo y Zach queda en coma.
El detective Burton de la policía de Los Ángeles le dice a Bo que cada uno de los paparazzi le contó la misma historia sobre el accidente, sin testigos que discutan sus afirmaciones. Algún tiempo después, Bo accidentalmente hace que Kevin se desmorone en su motocicleta y caiga hacia un precipicio. Bo intenta salvarlo, pero cuando Kevin se jacta de que harán pasar a su familia por un infierno, Bo lo deja caer y morir.
Bo convierte a Leonard en su próximo objetivo, colocando en secreto una pistola de utilería en la chaqueta que dejó en el auto, mientras Leonard invade el set de filmación de Bo y es expulsado por seguridad. Siguiéndolo, Bo llama al 911 y describe el auto de Leonard, diciendo que el conductor está agitando un arma. Leonard es detenido y, buscando su identificación en su chaqueta, saca la pistola de utilería, lo que hace que la policía lo mate a tiros.
Convencidos de que serán el póximo objetivo de Bo, Rex y Wendell irrumpen en la casa de Bo para colocar cámaras en el interior. Abby se encuentra con Wendell, quien la ataca y amenaza con matar a Zach si le cuenta a la policía. Burton asigna a los agentes Walker y Wilson para brindar seguridad adicional a la casa, pero Bo se escapa entre los dos ayudantes y entra a la casa de Wendell, descubriendo las cámaras que vigilan su casa.
Wendell llega a su casa donde Bo lo enfrenta con un bate de béisbol. Por la mañana, Bo corre para adelantarse a Burton en su camino a la casa. Burton le muestra a Bo un video tomado por una cámara en un botón de la camisa de Leonard en el set de filmación y cree que alguien colocó el arma en el abrigo de Leonard. Rex pronto encuentra a Wendell muerto a golpes. Bo plantó el bate de béisbol en el yate de Rex para incriminarlo.
Burton se da cuenta de que las imágenes de las cámaras de tráfico probarán lo que realmente sucedió en el accidente de Bo, junto con el testimonio de Emily, que estaba con Rex en el evento. En la casa de Wendell, Burton nota la transmisión de video de las cámaras en la casa de Bo y ve como Rex se aproxima con un arma. Rex va a la habitación de Bo y Abby y abre fuego; Bo lo golpea y lo arroja al suelo.
Bo golpea brutalmente a Rex, regodeándose de cómo se vengó. Rex finalmente es arrestado, lo que se suma a la acusación de haber acosado y violado previamente a Emily. Más tarde, cuando Bo está terminando de filmar, lo llaman del hospital, donde Zach ha despertado de su coma. Bo, Abby y Zach asisten más tarde al estreno de la nueva película Bo, una secuela de Adrenaline Force, y Abby ahora está embarazada de una niña.

## Reparto
- Cole Hauser como Bo Laramie
- Robin Tunney como Abby Laramie
- Dennis Farina como Detective Burton
- Daniel Baldwin como Wendell Stokes
- Tom Hollander como Leonard Clark
- Kevin Gage como Kevin Rosner
- Blake Michael Bryan como Zach Laramie
- Tom Sizemore como Rex Harper
- Forry Smith como Agente Walker
- Donal Gibson como Agente Wilson

Mel Gibson, uno de los productores de la película, aparece como un paciente de control de la ira en la sala de espera de su terapeuta. Además, Chris Rock aparece como un repartidor de pizzas, Vince Vaughn aparece como el coprotagonista de Bo Laramie y Matthew McConaughey aparece como él mismo en el estreno de una película.
Aproximadamente a los cuarenta minutos de la película, el detective Burton (Farina) le cuenta a Bo cómo uno de los paparazzi, Wendell Stokes, ha demandado previamente a Alec Baldwin o a uno de los Baldwin. Daniel Baldwin interpreta a Stokes en la película.

## Recepción

### Taquilla
La película recaudó 15 714 234 dólares en Estados Unidos y 1 082 278 dólares en el resto del mundo, un total de 16 796 512 dólares.

### Crítica
La película tiene una calificación del 18 % en Rotten Tomatoes y el sitio considera que es «una película de explotación cruda y ridícula con una moral cuestionable».